# Lê Đức Thọ (chính khách sinh 1970)
Lê Đức Thọ là một chính trị gia người Việt Nam. Ông nguyên là Ủy viên Ban Chấp hành Trung ương Đảng Cộng sản Việt Nam khóa XIII, Bí thư Tỉnh ủy Bến Tre.

## Xuất thân
Ông sinh ngày 25 tháng 7 năm 1970 là người dân tộc Kinh, quê quán phường Âu Cơ, thị xã Phú Thọ, tỉnh Phú Thọ, gia nhập Đảng Cộng sản Việt Nam ngày 13 tháng 1 năm 1995.

## Giáo dục
Ông có trình độ Tiến sĩ Quản lý Kinh tế, Thạc sĩ Quản lý Kinh tế, Cử nhân Kế hoạch hóa Kinh tế Quốc dân, cao cấp lý luận chính trị.
Ông là cựu Học sinh trường THPT Chuyên Hùng Vương, TP. Việt Trì, tỉnh Phú Thọ.

## Sự nghiệp

### VietinBank
Từ tháng 11 năm 1991 đến tháng 12 năm 1992, ông làm Cán bộ Phòng Kế toán Ngân hàng Công Thương Việt Nam chi nhánh Vĩnh Phú.
Từ tháng 1 năm 1993 đến tháng 3 năm 1995, ông làm Cán bộ Phòng Thông tin điện toán Ngân hàng Công Thương Việt Nam chi nhánh Vĩnh Phú.
Từ tháng 4 năm 1995 đến tháng 8 năm 1996, ông làm Cán bộ Phòng Tín dụng Ngân hàng Công Thương Việt Nam chi nhánh Vĩnh Phú.
Ông làm Tổ trưởng Tổ thẩm định thuộc Phòng Kinh doanh Ngân hàng Công Thương Việt Nam chi nhánh Vĩnh Phú trong 3 tháng từ tháng 9-12/1996.
Từ tháng 1 năm 1997 đến tháng 4 năm 2002, ông làm Phó Trưởng Phòng Kinh doanh Ngân hàng Công Thương Việt Nam chi nhánh Phú Thọ.
Từ tháng 5 năm 2002 đến tháng 5 năm 2003, ông làm Cán bộ Phòng Tín dụng Trung, dài hạn và Quản lý Dự án Ngân hàng Công Thương Việt Nam.
Trong 4 tháng từ tháng 6-10/2003, ông làm Phó Trưởng phòng Cân đối Tổng hợp Ngân hàng Công Thương Việt Nam.
Từ tháng 11 năm 2003 đến tháng 2 năm 2006, ông làm Phó Trưởng Phòng Kế hoạch Tổng hợp và Đầu tư Ngân hàng Công Thương Việt Nam. Sau đó ông làm Trưởng Phòng Đầu tư Ngân hàng TMCP Công Thương Việt Nam trong 4 năm từ tháng 3/2006 đến tháng 3/2010.
Tháng 4 năm 2010, ông được bổ nhiệm làm Phó Tổng Giám đốc Ngân hàng TMCP Công Thương Việt Nam (Vietinbank) và giữ chức này đến tháng 8 năm 2013.
Tháng 8 năm 2013, ông được bổ nhiệm làm Chánh Văn phòng Ngân hàng Nhà nước Việt Nam. Đến tháng 4/2014 ông chuyển làm Thành viên Hội đồng quản trị kiêm Tổng Giám đốc Ngân hàng TMCP Công Thương Việt Nam.
Ngày 31 tháng 10 năm 2018, ông được bầu làm Chủ tịch Hội đồng quản trị Ngân hàng TMCP Công Thương Việt Nam nhiệm kỳ 2014-2019, đến tháng 11/2018 ông kiêm nhiệm Bí thư Đảng ủy Ngân hàng TMCP Công thương Việt Nam nhiệm kỳ 2015-2020.
Ngày 5 tháng 6 năm 2020, ông tiếp tục được bầu làm Bí thư Đảng ủy Ngân hàng TMCP Công thương Việt Nam nhiệm kỳ 2020-2025.
Ngày 21 tháng 10 năm 2020, ông được bầu kiêm nhiệm Ủy viên Ban Thường vụ Đảng ủy Khối Doanh nghiệp Trung ương nhiệm kỳ 2020-2025.
Ngày 30 tháng 1 năm 2021, tại Đại hội Đảng Cộng sản Việt Nam khóa XIII ông được bầu làm Ủy viên Trung ương Đảng Cộng sản Việt Nam khóa XIII.

### Tỉnh ủy Bến Tre
Ngày 3 tháng 7 năm 2021, bà Trương Thị Mai, Trưởng Ban Tổ chức Trung ương đã trao quyết định của Bộ Chính trị về việc điều chuyển ông Lê Đức Thọ, Ủy viên Trung ương Đảng, Ủy viên Ban Thường vụ Đảng ủy Khối Doanh nghiệp Trung ương, Bí thư Đảng ủy, Chủ tịch HĐQT Ngân hàng Thương mại cổ phần Công Thương Việt Nam (Viettinbank) thôi giữ chức vụ Chủ tịch Hội đồng quản trị VietinBank để tham gia Ban Chấp hành, Ban Thường vụ Tỉnh ủy Bến Tre, điều động, phân công giữ chức Bí thư Tỉnh ủy Bến Tre nhiệm kỳ 2020 – 2025..

## Kỷ luật và cách chức
Trong hai ngày 16 và 17 tháng 8 năm 2023, Ủy ban Kiểm tra Trung ương đã họp kỳ thứ 31. Tại kỳ họp này, Ủy ban Kiểm tra Trung ương đã xem xét kết quả kiểm tra khi có dấu hiệu vi phạm đối với ông Lê Đức Thọ - ủy viên Trung ương Đảng, bí thư Tỉnh ủy Bến Tre. Ủy ban Kiểm tra Trung ương nhận thấy ông Lê Đức Thọ đã vi phạm nghiêm trọng quy định của Đảng, pháp luật của Nhà nước, quy định những điều đảng viên không được làm và trách nhiệm nêu gương trong việc kê khai, minh bạch tài sản, thu nhập; giải trình nguồn gốc và biến động tài sản không trung thực, không đầy đủ, không đúng quy định. Vi phạm của ông đã ảnh hưởng xấu đến uy tín của Đảng và cá nhân, đến mức phải xem xét, xử lý kỷ luật. Căn cứ quy định của Đảng, Ủy ban Kiểm tra Trung ương báo cáo, đề nghị Bộ Chính trị xem xét, quyết định.
Ngày 8 tháng 9 năm 2023, tại Trụ sở Trung ương Đảng, Tổng Bí thư Nguyễn Phú Trọng chủ trì họp Bộ Chính trị để xem xét, thi hành kỷ luật đối với ông Lê Đức Thọ - Ủy viên Trung ương Đảng, Bí thư Tỉnh uỷ Bến Tre. Sau khi xem xét đề nghị của Uỷ ban Kiểm tra Trung ương, Bộ Chính trị đã căn cứ nội dung, tính chất, mức độ, hậu quả, nguyên nhân vi phạm, theo Quy định của Đảng về kỷ luật tổ chức đảng, đảng viên vi phạm. Bộ Chính trị quyết định thống nhất đề nghị Ban Chấp hành Trung ương Đảng xem xét, thi hành kỷ luật ông Lê Đức Thọ.
Ngày 02 tháng 10 năm 2023, tại Hội nghị Trung ương lần thứ 8 khóa XIII, Trung ương Đảng đã quyết định thi hành kỷ luật bằng hình thức cách chức tất cả chức vụ trong Đảng đối với Bí thư Tỉnh ủy Bến Tre Lê Đức Thọ.
Ngày 27 tháng 8 năm 2024, cơ quan an ninh điều tra Bộ Công an Việt nam điều tra đề nghị truy tố 15 bị can trong vụ án Công ty TNHH Thương mại Vận tải và Du lịch Xuyên Việt Oil. Theo đó, ông Lê Đức Thọ bị cáo buộc lợi dụng chức vụ, quyền hạn khi là Bí thư Tỉnh ủy Bến Tre và Chủ tịch HĐQT Vietinbank, đã nhận hối lộ 600.000 USD (khoảng 13,8 tỷ đồng) từ bà Mai Thị Hồng Hạnh, giám đốc Công ty Xuyên Việt.